# Bonte lansneusvleermuis
De bonte lansneusvleermuis (Phyllostomus discolor)  is een zoogdier uit de familie van de bladneusvleermuizen van de Nieuwe Wereld (Phyllostomidae). De wetenschappelijke naam van de soort werd voor het eerst geldig gepubliceerd door Wagner in 1843.